# India en los Juegos Olímpicos de Seúl 1988
India estuvo representada en los Juegos Olímpicos de Seúl 1988 por un total de 46 deportistas, 39 hombres y 7 mujeres, que compitieron en 11 deportes.
El portador de la bandera en la ceremonia de apertura fue el luchador Kartar Dhillon Singh. El equipo olímpico indio no obtuvo ninguna medalla en estos Juegos.